# Дядькино (Московская область)
Дя́дькино — деревня в Богородском городском округе Московской области России, входит в состав сельского поселения Ямкинское.

## Население
| 1852 | 1859 | 1890 | 1926 | 2002 | 2006 | 2010 |
| ---- | ---- | ---- | ---- | ---- | ---- | ---- |
| 169  | ↗227 | ↘66  | ↗524 | ↘113 | ↘81  | ↗84  |

## География
Деревня Дядькино расположена на северо-востоке Московской области, в северо-западной части Богородского городского округа, на Щёлковском шоссе А103, примерно в 46 км к северо-востоку от центра города Москвы и 16 км к северо-западу от центра города Ногинска, по левому берегу реки Пружёнки бассейна Клязьмы.
В 14 км к югу от деревни проходит Горьковское шоссе М7, в 9 км к северо-западу — Фряновское шоссе Р110, в 5 км к северо-востоку — Московское малое кольцо А107. Ближайшие населённые пункты — село Воскресенское, деревни Авдотьино, Боково и Громково.
В деревне три улицы — Лесная, Совхозная и Сосновая аллея.

## История
В середине XIX века деревня относилась ко 2-му стану Богородского уезда Московской губернии и принадлежала князю Долгорукову и коллежскому советнику Сибирякову С. А., в деревне было 33 двора, крестьян 80 душ мужского пола и 89 душ женского.
В «Списке населённых мест» 1862 года — владельческая деревня 2-го стана Богородского уезда Московской губернии на Стромынском тракте (из Москвы в Киржач), в 18 верстах от уездного города и 12 верстах от становой квартиры, при реке Пруженке, с 37 дворами и 227 жителями (112 мужчин, 115 женщин).
По данным на 1890 год — деревня Ямкинской волости 3-го стана Богородского уезда с 66 жителями, при деревне было три полушёлковых фабрики Белкиных.
В 1913 году — 84 двора, земское училище, казённая винная лавка.
По материалам Всесоюзной переписи населения 1926 года — центр Дядькинского сельсовета Пригородной волости Богородского уезда в 10,7 км от Стромынского шоссе и 16 км от станции Щёлково Северной железной дороги, проживало 524 жителя (250 мужчин, 274 женщины), насчитывалось 106 хозяйств, из которых 74 крестьянских, имелась школа 1-й ступени.
С 1929 года — населённый пункт Московской области.
Административно-территориальная принадлежность
1929—1930 гг. — центр Дядькинского сельсовета Богородского района.
1930—1939 гг. — центр Дядькинского сельсовета Ногинского района.
1939—1954 гг. — деревня Авдотьинского сельсовета Ногинского района.
1954—1959 гг. — деревня Пашуковского сельсовета (до 22.06.1954) и Черноголовского сельсовета Ногинского района.
1959—1962 гг. — деревня Ямкинского сельсовета Ногинского района.
1962—1963, 1965—1994 гг. — деревня Пашуковского сельсовета Ногинского района.
1963—1965 гг. — деревня Пашуковского сельсовета Орехово-Зуевского укрупнённого сельского района.
1994—2006 гг. — деревня Пашуковского сельского округа Ногинского района.
2006—2018 гг. — деревня сельского поселения Ямкинское Ногинского муниципального района.
С 2018 года — деревня сельского поселения Ямкинское Богородского городского округа.